# اورواچ
اُورواچ (به انگلیسی: overwatch) یک بازی ویدئویی چند نفره تیمی در سبک تیراندازی اول شخص است که توسط بلیزارد انترتینمنت ساخته و منتشر شده‌است. این بازی در بلیزکان سال ۲۰۱۴ معرفی شد. هسته اصلی بازی بر گیم‌پلی مشارکتی چندنفره با استفاده از «قهرمانان» مختلف است، که هر قهرمان (هیرو) توانایی‌ها و نقش مخصوص خود را در یک تیم دارد.
اورواچ در تاریخ ۲۴ مه سال ۲۰۱۶ برای مایکروسافت ویندوز، پلی‌استیشن ۴ و اکس‌باکس وان به بازار عرضه شد.

## داستان
داستان بازی اورواچ از طریق کمیک‌های کوتاه و سایر اطلاعاتی که توسط بلیزارد در تبلیغ بازی توزیع می‌کند، ارائه داده می‌شود.
داستان اورواچ شصت سال در آینده در یک زمین خیالی و سی سال پس از حل و فصل «بحران امنیک» جریان دارد. قبل از بحران امنیک، بشریت در عصر طلایی رونق و توسعه فناوری قرار داشت. انسان‌ها برای دستیابی به برابری اقتصادی، ربات‌هایی با هوش مصنوعی به نام امنیک (Omnic) توسعه دادند و با آنها مانند انسان رفتار کردند. بحران امنیک زمانی آغاز شد که تجهیزات اومنیوم (omnium) که در سراسر جهان به صورت خودکار امنیک‌ها را تولید می‌کرد، شروع به تولید یک سری روبات‌های مرگبار و خصمانه کرد که در نهایت به بشر حمله کردند. در ابتدا، کشورهای مختلف با برنامه‌های مختلف پاسخ دادند: به‌طور مثال ایالات متحده برنامه ارتقای سرباز خود را برای تولید جنگنده‌های نخبه توسعه داد، و آلمان صلیبیون شبیه شوالیه را جمع‌آوری کرد اما بعد از اینکه این تلاش‌ها برای جلوگیری از امنیک‌ها ناکام ماند، سازمان ملل متحد به سرعت اورواچ را تشکیل داد، یک نیروی بین‌المللی با هدف متحد کردن برنامه‌های کشورهای مختلف و برقراری نظرم در جهان.
گابریل ریس و جک موریسون، دو سرباز کهنه‌کار از برنامه ارتقای سربازان آمریکا رهبر اورواچ شدند. اورواچ با موفقیت بحران امنیک را خنثی کرد و بسیاری از افراد با استعداد را در خط مقدم قرار داد اما شکافی بین ریس و موریسون ایجاد شد. موریسون رهبر اورواچ شد در حالی که ریس مسئول بلک واچ (Blackwatch) شد، بخش عملیات مخفی اورواچ که مبارزه با سازمان‌های تروریستی مانند تالِن (Talon) و نول سکتر (Null Sector) را برعهده داشت، تالن در تلاش برای ایجاد دومین بحران امنیک بود و نول سکتر گروهی از آمنیک‌ها بودند که شورش کردند. اورواچ همچنان صلح را در سراسر جهان برای چندین دهه حفظ کرد زیرا اعضای تیم بیشتر شدند اما شکاف بین موریسون و ریس شدت گرفت. ادعاهای متعددی مبنی بر تخلف و شکست علیه اورواچ مطرح شد که منجر به اعتراض عمومی علیه این سازمان و درگیری بین اعضای آن شد و سازمان ملل را وادار به تحقیق در مورد وضعیت اورواچ کرد. در این مدت، یک انفجار مقر اورواچ در سوئیس را ویران کرد و ظاهراً موریسون و رئیس در میان دیگران کشته شدند. سازمان ملل قانون پتراس را تصویب کرد که بر اساس آن قانون اورواچ را منحل کرده و هرگونه فعالیت اورواچ را ممنوع اعلام کرد.
زمان روایت اورواچ در زمانی که عرضه شد، شش سال پس از قانون پتراس روایت می‌شود؛ بدون وجود اورواچ شرکت‌ها شروع به تصرف زمین‌ها کردند، جنگ و تروریسم در نقاطی از جهان رخ داده و نشانه‌هایی از وقوع دومین بحران امنیک در روسیه وجود دارد. یک گوریل هوشمند به نام وینستون (Winston) و یکی از اعضای سابق اورواچ، تصمیم می‌گیرد با وجود قانون پتراس، اورواچ را دوباره تشکیل دهد و بار دیگر صلح را حفظ کند و اعضای تیم و دوستان قدیمی را به خدمت بگیرد و متحدان جدیدی در مبارزه به دست آورد. در ادامه مشخص می‌شود که رئیس و موریسون در انفجار ناشی از مقر اورواچ کشته نشدند: موریسون تبدیل به یک سرباز نقاب دار معروف به نام سرباز: ۷۶ شد که به دنبال فهمیدن دلایل اصلی انحلال اورواچ است. در حالی که ریس به تالِن پیوست و تبدیل به ریپر (Reaper) یک تروریست شد.

## اورواچ ۲

لوگوی رسمی اورواچ ۲

در بلیزکان ۲۰۱۹، بلیزارد انترتینمنت از اورواچ ۲ رونمایی کرد که این نسخه از بازی دارای بخش داستانی است که در قالب مبارزه با دشمنان کامپیوتری (بات) است. بلیزارد تأیید کرد که دریافت آپدیت‌ها و اسکین‌ها همچنان برای بازیکنان اورواچ ۱ ادامه می‌یابد اما فقط بازیکنان اورواچ ۲ به بخش داستانی دسترسی دارند.
همچنین پلیرهای Overwatch اصلی، می‌توانند آیتم‌های شخصی‌ساز کاراکتر خود را در Overwatch 2 نیز داشته باشند. هر اسکین، نماد بازی‌باز، Spray, Emote و … همگی به Overwatch 2 منتقل خواهد شد و همان دسترسی که در بازی اصلی داشتید، در بازی جدید نیز خواهید داشت.
اورواچ ۲ در تاریخ ۴ اکتبر ۲۰۲۲ برای مایکروسافت ویندوز و ایکس باکس وان و پلی استشن ۴ و پلی استیشن ۵ ایکس‌باکس سری اکس و سری اس  نینتندو سوئیچ منتشر شد.